# 前滩公园巷
前滩公园巷是位於中國上海市浦東新區前灘的一個街区式商业项目，由陆家嘴集团投资开发。前滩公园巷西侧直连前滩休闲公园。前滩公园巷內有一個名為“无尽之旋”双螺旋塔。前滩公园巷於2024年9月27日開張。